# Epirixanthes papuana
Epirixanthes papuana là một loài thực vật có hoa trong họ Polygalaceae. Loài này được J.J.Sm. mô tả khoa học đầu tiên năm 1912.